# Phalanger matanim
Phalanger matanim är en pungdjursart som beskrevs av Tim Flannery 1987. Phalanger matanim ingår i släktet kuskusar och familjen klätterpungdjur. IUCN kategoriserar arten globalt som akut hotad. Inga underarter finns listade.
Pungdjuret förekommer i ett litet område på centrala Nya Guinea. Regionen ligger 1400 till 2600 meter över havet och är täckt av städsegrön skog. På grund av en större eldsvåda 1998 befaras att arten är utdöd.